# Авраам ібн Езра
Авраам ібн Езра (1089—1067) — юдейський науковець та поет Середньовіччя.

## Життєпис
Народжений в Туделі 1089 року. Здобув освіту в аль-Андалусії «на стику» єврейської і арабської культур. Мешкав у Толедо і Кордові, де затоваришував з Єгудою Галеві. Потім подорожував Північною Африкою, зокрема у 1109 році опинився в Єгипті. Потім перебрався до Палестини. Після цього повернувся до Піренеїв.
Напередодні вторгнення до Піренейського півострова Альмохадів у 1140 році він більше двадцяти п'яти років поневірявся багатьма країнам Європи, зокрема, був у Римі у 1140—1143 роках, згодом мешкав у Луцці, Мантуї, Вероні, Нарбонні та Безьє (Лангедок, Південна Франція), де викладав. Згодом перебрався до м. Руан (Нормандія). У 1158 році перебрався до Лондона, потім Оксфорда. У 1161 році повернувся до Лангедоку. Тривалий час перебував у Наврбонні. Напередодні смерті переїхав до м. Калахорра, де й помер.

## Творчість
Автор понад 250 реалістичних і іноді сатиричних поем, елегій і більш ніж 500 літургійних поем, що увійшли до збірки «Диван». Він видав також критичний працю «Біблійні коментарі», коментар до книги Еклезіаста, коментар до книги Вихід 1153 року, до книги пророка Даниїла, Ісаї, менших пророків, трактати з граматики («Терези» 1140 року, «Захот» 1141 року) і давньоєврейської філології, праці з математики («Сефер ха-міспар»), фізики, метафізики, астрономії («Лучот», «Сефер ха-'Іббур», «Келі ха-Нечошет») та астрології («Судження щодо зодіакальних знаків», 1147—1148 роки, м. Бельє; «Початок мудрості», «Книга причин»; «Книга причин», де представлено огляд арабської астрології; «Книга світил» — огляд медичної астрології). Незадовго до смерті видав повний коментар до Тори, що отримав назву «Сефер ха-Яшар»

## Пам'ять
На честь нього названо кратер на місяці — Ібн Езра.